# 関越自動車道高速バス居眠り運転事故
関越自動車道高速バス居眠り運転事故（かんえつじどうしゃどうこうそくバスいねむりうんてんじこ）は、2012年（平成24年）4月29日に群馬県藤岡市岡之郷の関越自動車道上り線藤岡ジャンクション付近で都市間ツアーバスが防音壁に衝突した交通事故。乗客7人が死亡、乗客乗員39人が重軽傷を負った。
この事故を契機に高速ツアーバスは廃止され、新高速乗合バスに集約されることになった。

## 事故概要
事故に遭ったツアーバスは、大阪府豊中市の旅行会社「株式会社ハーヴェストホールディングス」が主催する都市間ツアーバス「ハーヴェストライナー」で、千葉県印西市の貸切バス会社「有限会社陸援隊」 が運行していた。このツアーバスの金沢・富山 - 関東間の片道「旅行代金」は3,000円台で、同区間の高速路線バスの運賃の半分以下と格安であった。
当該便は2012年（平成24年）4月28日22時過ぎにJR金沢駅前を出発し、途中、富山県高岡市で乗客を乗せた。この時点でバスには新宿駅あるいは東京駅までの38人、東京ディズニーランドまでの7人、計45人の乗客と運転手1人のあわせて46人が乗っていた。そして翌4月29日4時40分頃、群馬県藤岡市岡之郷の関越自動車道上り線藤岡ジャンクション付近で防音壁に衝突。バスは大破して、7人が死亡、2人が重体、12人が重傷、25人が軽傷を負うなど、乗員乗客46人全員が死傷する事故となった。
事故現場は片側3車線の南向きの緩やかな左カーブで、バスは道路左側のガードレールに接触し、そのままガードレールの延長線上にある高さ約3m、厚さ12cmの金属製の防音壁（この防音壁は関越道本線が藤岡市道をオーバーパスする「高木橋」上に設けられたもの。）端面に車体正面から衝突した。全長12メートルのバスに防音壁が、あたかも突き刺さったかのような形で約10.5メートルめりこんだ。防音壁と直前区間にあるガードレールには10cmの隙間があり、このことが被害を拡大させた可能性があると指摘された。犠牲者の7人は全て進行方向に向かって左側の席に座っていた乗客で、うち6人は前から5列目までの乗客であり、軽傷者のほとんどは右側の乗客だった。犠牲者の死因は大半が圧死でリクライニングシートを傾けて寝ていたと見られている。現場にブレーキ痕やスリップ痕は見つかっておらず、運転手は群馬県警に「居眠りしていた」と説明した。バスの速度計は92km/hを示した状態で止まっており、90 – 100 km/h程度で衝突したと推定される。
事故発生後、4時51分に高崎市等広域消防局が事故発生を覚知した。NEXCO東日本（東日本高速道路株式会社）の道路管制センターからの通報だった。これにより午前5時に、関越自動車道上りの高崎ICから本庄児玉ICの間と、北関東自動車道西行きの前橋南ICから高崎JCTの間が通行止めとなった。現場に到着した高崎市等消防局の高度救助隊や救急隊により救助活動・救急活動を実施し多野藤岡広域市町村圏振興整備組合消防本部の救助隊・救急隊も出場したほか前橋市消防本部、渋川広域消防本部、利根沼田広域消防本部、伊勢崎市消防本部の救急部隊にも増強要請が入る。5時10分に災害派遣医療チーム「群馬DMAT」や災害拠点病院である前橋赤十字病院に第一報が入った。群馬県医務課と消防の間にホットラインがなかったことから死傷者が多数出ていることが確認されたのが5時40分、初動救護班が到達した7時15分にはトリアージが終わり、重傷者はすでに搬送された後であった。この通行止めが解除されたのは正午頃である。

### 死者
日本の高速道路の単独車両による事故としての死者7人は、日本国内では前例がないほど多数であった。
| 居住地             | 性別 | 年齢 |
| ------------------ | ---- | ---- |
| 石川県金沢市       | 女性 | 29歳 |
| 石川県金沢市       | 男性 | 50歳 |
| 石川県白山市       | 女性 | 17歳 |
| 石川県鳳珠郡能登町 | 女性 | 44歳 |
| 富山県高岡市       | 女性 | 19歳 |
| 富山県高岡市       | 女性 | 23歳 |
| 富山県高岡市       | 女性 | 49歳 |

### 運転手
43歳の男性運転手は、1993年（平成5年）に来日した中国残留孤児の子弟で、翌年に日本国籍を取得したが、日本語が不自由であり、簡単な会話しか理解できないため、逮捕後も通訳を必要としたほどだった。
大型二種免許は、2009年（平成21年）7月に取得、バス運転手としての経歴は約2年であった。陸援隊には人手不足の時に単発で短期雇用され、主に中国人を相手にした 短距離便の乗務がメインで、金沢便の乗務は初めてであった。
4月28日8時に、石川県白山市のホテルにチェックイン。16時半頃にホテルをチェックアウトし、22時10分に金沢駅を出発した。出発後、頻繁に急ブレーキをかけたり、カーナビゲーションの画面をよく見ていた。また、事故直前の休憩中、ハンドルにうつぶせで休んでいたという乗客の証言もある。
ハーヴェストホールディングスの運行指示書には上越ジャンクションから上信越自動車道を通るルート（更埴ジャンクション経由）が記載されていたが、実際には約35キロメートル遠回りの関越自動車道のルート（長岡ジャンクション経由）を通行していた。これについて運転手は「走りやすいから関越道を通った」としている。
群馬県警察本部は、入院中の運転手の負傷回復を待ち、運転手に対して自動車運転過失致死傷容疑で5月1日に逮捕状を執行、退院後に逮捕した。22日に起訴された。
当該運転手は、自身が所有するバス4台の営業用ナンバープレートを陸援隊名義で取得し、独自の屋号で無許可営業し、中国人観光客向けバスツアーを主催してバスを運行していたことが発覚した。このため運転手は道路運送法違反（無許可営業、いわゆる「白バス」）で5月28日に再逮捕され、7月18日付けで国土交通省関東運輸局から道路運送法第81条第1項による自家用自動車の使用禁止処分が下された。
2014年3月25日に前橋地裁は運転手に対し、自動車運転過失致死、道路運送法違反、電磁的公正証書原本不実記録供用の罪で懲役9年6ヶ月及び罰金200万円の有罪判決を言い渡した(求刑：懲役10年及び罰金200万円)。
なお鑑定留置時に睡眠時無呼吸症候群と診断されている。
2種免許は国際運転免許証の対象外であると同時に、トラック物流と違い、旅客営業用のため日本語でのコミュニケーション能力が求められ、学科試験は日本語のみのため日本語が理解出来ないと合格が難しく、普通2種でも外国人では合格取得までに1年83回(平均週2回受験)も不合格と言う事例もあり、日本語が拙い状態で通訳が必要だったことから不正取得、替え玉受験が疑われている

### バスの運行会社
バスを運行した陸援隊は、事業用バスを19台保有し、外国人観光客を中心に観光バス業務を営業していた。しかし、2011年（平成23年）3月に発生した東北地方太平洋沖地震（東日本大震災）と福島第一原子力発電所事故以降、外国人観光客が激減したため、夜行のツアーバス事業へ本格参入した。登記簿の記載によれば、同社は資本金1500万円で、1997年4月3日に有限会社針生エキスプレスとして設立され、2000年2月9日付で現商号に変更している。今回の事故では、ハーヴェストホールディングスと陸援隊の間に2業者が介在し、赤字にもなりかねない往復15万円で受注していた。社長は、事故を起こした運転手について、「休みを与えており、過労運転ではなかった」との認識を示した。事故を起こしたバスは、ゴールデンウィーク中の増発便であり、その影響で通常は発注していない陸援隊により運行されたものだった。
先述のように陸援隊は事故を起こした運転手に名義を貸し、無許可営業をさせていたことが発覚したため、同社の男性社長（当時55歳）も運転手とともに5月28日に道路運送法違反（名義貸し）により逮捕された（同年6月22日に保釈）。
同年12月10日、道路運送法違反に問われた裁判の判決が前橋地裁であった。社長への求刑は懲役4年、罰金200万円に対して懲役2年、執行猶予5年、罰金160万円。会社への求刑は罰金200万円に対し罰金160万円であった。
事故から1ヵ月後の5月27日に金沢市内のホテルで被害者説明会を行った。説明会中はハーヴェストホールディングスの社長達が土下座したが、被害者の家族や一部の乗客から「謝って済むか」「土下座ぐらいできるだろ」などの激しい怒号が飛び交った。終了後も被害者からは「まったく納得できない。許せない」など、会社側の説明に納得せず不満を露呈していた。
事故後に国土交通省関東運輸局が陸援隊に対して実施した特別監査では、法令で禁じられている運転手の日雇い、出発前の運転手の健康チェック等の「点呼」を行っていなかったこと、シートベルトの整備不良、運行指示書を作成せずにバスを運行したことなど28項目の法令違反が発覚し、違反点数は242点に達した。事業許可取り消しとなる基準点の81点を3倍上回ったため、陸援隊は6月22日に貸切バス事業許可を取り消され、その後陸援隊は法的倒産手続きこそされていないものの事実上倒産した。関連会社であった株式会社千葉北エンタープライズは事故後県内に本社を移転し存続している。

## ツアーバスを取り巻く状況
バス業界では2000年と2002年に参入規制を撤廃し新規参入を促すための規制緩和が実施され、これにより旅行代理店が旅行商品として乗客を募集し貸切バス形態での長距離輸送を行う都市間ツアーバスが多く運行されるようになった。従来の路線バス形態での高速バス（高速路線バス）に比べて低価格での利用が可能な都市間ツアーバスの利用者は、2005年（平成17年）には約21万人だったが、2010年（平成22年）には約600万人と大きく増加した。その反面、過当競争となり、「立場の強い旅行会社がコスト削減を強要し、安全対策がおろそかになっている」との指摘が、バス関係者から上がっていた。総務省でも、2010年に国土交通省に指導を徹底するよう勧告がなされていた。

## 対応

### 国土交通省の対応

#### 運行の見直し
事故後に国土交通省関東運輸局が陸援隊に立入検査を実施した結果、
- 無認可での車庫の新設、廃止
- 営業区域外での旅客の運送
- 一般貸切旅客自動車運送事業の名義貸し
- 休憩所・仮眠所の変更無届
- 不適切な乗務記録
- 運行指示書の無作成・記載不備
- 日雇労働者を運転者にした
- 乗務員台帳の記載不備
- 運転者の過労防止措置の不十分

など、合わせて36件の法令違反が見つかった。
更に、国土交通省が計画当初の乗務距離を算定した結果、乗務距離が運転手1人当たりの上限である670kmを超過していたことが判明した。
尚、運転手1人当たりの乗務距離の改正を目的に高速ツアーバス等の過労運転防止のための検討会を5月28日に設置し、専門家による検討を行った結果、実車距離を400km（特別の安全措置を行った場合は500km）に制限する事になった。
また、バス事業のあり方検討会 の結果を踏まえ、高速ツアーバスを運営する旅行業者にバス事業の認可を取得させ、新たな高速乗合バスへの一本化を図る事になった。
さらに、国土交通省は5月15日以降「関越自動車道における高速ツアーバスの事故を踏まえた公共交通の安全対策強化に係る検討チーム」を設置。
16日には大臣からバス事業者及び旅行業者に、高速ツアーバス等の安全対策強化に関する要請を行った 。
国土交通省は防音壁とガードレールの間の隙間について、そのような隙間ができないように求める通知を1998年（平成10年）に出していたが、1980年代に整備された同区間は対象外であった。事故後の調査で、事故被害が増大化したとされる防音壁の隙間が全国で5100カ所あることが明らかになった。それらの隙間に対してガードレールの延長などで隙間を埋める方向で検討している。
事故後に国土交通省は都市間ツアーバスを運行する事業者に対して緊急重点監査を実施し、6月29日に高速ツアーバスの運行事業者（バスを運行する事業者）のリストを作成した。
また、6月29日に輸送の安全を確保するための貸切バス選定・利用ガイドラインを制定し公表した。
2013年8月に、旅行業法で行われていた「高速ツアーバス」は「高速乗合バス」に収れんされた。

#### 車両の見直し

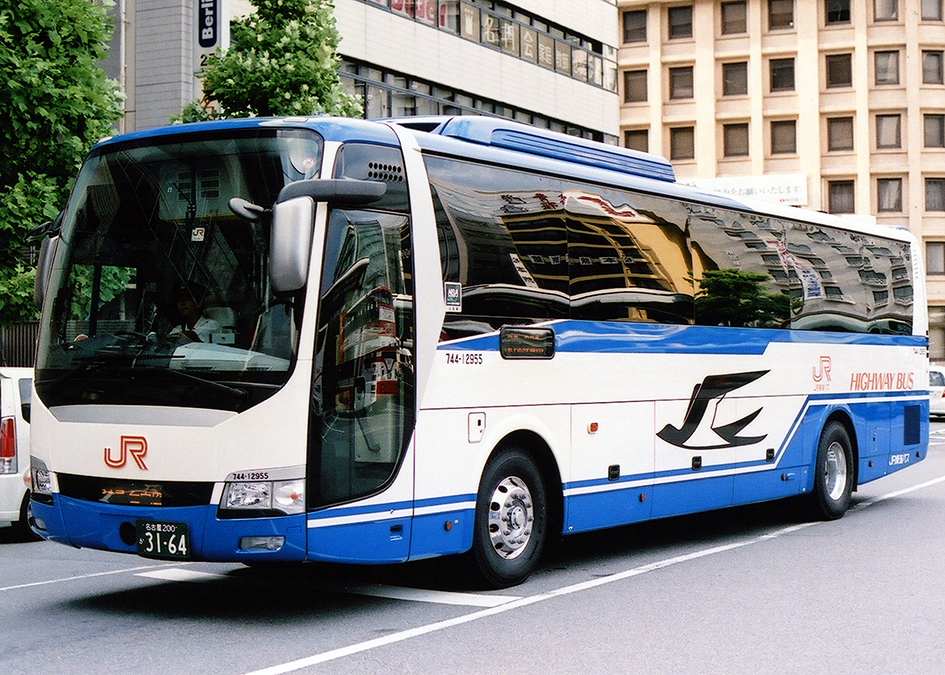
車体前面中央下部の黒丸が車間センサーで、車間と速度に応じて自動ブレーキをかける。
（ジェイアール東海バス）

事故を受けて、2012年7月に椅子の背面を衝撃吸収出来る構造にすることを義務化され、これを受けて、日野は2012年5月10日に、いすゞと三菱ふそうは同年7月2日にそれぞれマイナーチェンジで対応した。さらに「車線逸脱警報装置」など採用を検討した結果、2012年10月30日に国土交通省は「自動ブレーキ」の義務化を提案し、2013年1月27日に法改正され、新型車は2014年11月1日から、継続生産車は2017年9月1日から義務化され、現在に至る。義務化されたのは、新車でかつ高速道路を走る車両に限定し、路線バスなどは対象外。現在発売されている大型観光・高速バス車両は法改正以前に対応済みとなっており、非対応車は法改正直前の2013年1月迄にマイナーチェンジで対応している。なお、既に生産が終了した日産ディーゼルは改修で対応する。

### 観光庁の対応
6月29日に以下の通達を相次いで発出した。
- 旅行業法施行要領及び企画旅行に関する広告の表示基準等についてを改正し、公表した[61]。
- 高速バス表示ガイドラインを制定し公表した[62]。
- 高速ツアーバス等を企画・実施する旅行業者が旅行者又は旅行に関するサービスを提供する者と締結した契約の内容に係る重要な事項についてを制定し公表した[63]。

高速ツアーバスを企画・実施している事を観光庁が把握した旅行会社59社に集中的立入検査を実施した。検査の結果、28社の法令違反を指摘した。
- 登録事項変更届、取引額の届出未提出（8社）
- 旅行業約款、旅行業務取扱料金表等の掲示不備（10社）
- 取引条件説明書面等の未交付、記載不足等（21社）
- 貸切バスの営業区域外の運送（2社）

これらについては行政指導が実施された。以後必要に応じて行政処分が実施される。

### 群馬県の対応
本事故発生を受けての群馬県庁側から救命医療チーム（群馬DMAT）への通報及び出動要請が2時間遅れとなったことに際し、大澤正明群馬県知事が「事故対応は一刻を争うもので、簡素に連携する態勢が取られないと意味が無い」として、大規模事故における連携体制の整備を今後の検討課題とすることを表明している。
その後、群馬県側が緊急時の連絡体制などについて調査を行ったところ、群馬県救急医療情報共有システムから発信され、危機管理室に迅速に伝わっているべき情報が全く通じていなかったことも判明、また、救急医療情報共有システムそのものに県の危機管理室と消防保安課の責任職員の登録すらされていなかったことも発覚した。その為、群馬県では、関越道バス事故対応に関して、後日検証を行う方針を明らかにしている。

### バス業界の対応
高速バスを運行している39社が参加する「高速ツアーバス連絡協議会」は、今回の事故を受け5月16日に自主的な安全規制をまとめた。具体的な内容として、運行距離が夜間450km以上の場合、予備の運転手を手配する（2人乗務）、ツアー販売時に走行距離や乗務人数の情報の提供。車両を自社所有する「高速乗り合いバス」への早期移行が盛り込まれた。
バス営業を行う2,217社が加盟する「公益社団法人日本バス協会」は、5月17日に理事会において安全輸送緊急決議を全会一致で決議した。同決議では事故の背景となった高速ツアーバスの仕組みの廃止及び貸切バス事業の抜本的な適正化に向けて更なる努力を重ねる必要を前提としつつ、経営トップから現場まで一丸となった運輸安全マネジメント、運転者への指導監督・健康管理、確実な整備・点検の励行等が盛りこまれている。

### 旅行協会の対応
観光庁からの要請により一般社団法人日本旅行業協会及び社団法人全国旅行業協会は、
1. 高速ツアーバスに関わる安全指針[71]
2. 高速ツアーバスの広告について[72]

を6月6日に定めた。概略は、ツアーバスを企画する旅行会社は、
- 運行を依頼する貸切バス事業者の法令遵守及び安全確保の状況について事前に書面で把握
- 「貸切バス事業者安全性評価認定制度」等で安全確保への取り組み状況が優良な貸切バス事業者の利用を促進
- 貸切バス事業者の安全確保状況に問題がある場合にはその是正を求め、是正されない場合は契約を行なわないこととする。
- 広告及び旅行契約書に記載すべき内容

などの順守である。